# Sillamäe
Sillamäe es una ciudad costera del norte de Estonia, situada en el condado de Ida-Viru (en español, condado de Viru Oriental). 
Su lema es, la ciudad de los frescos vientos del mar (en estonio, Sillamäe – värskete meretuulte linn), que hace referencia a la apertura de la ciudad, su dinamismo económico y su situación de puente entre Europa occidental y Rusia, de hecho se trata del puerto situado más al este de la Unión Europea.

## Geografía
La ciudad está situada a ambos lados del estuario del río Sõtke, limita al norte con el golfo de Finlandia, al oeste con el municipio rural de Toila y al este con el municipio rural de Vaivara.
Sillamäe se encuentra a 125 km al este de Tallin y a 25 km al oeste de la frontera rusa.

## Historia
La población de Sillamäe, se originó en una zona propicia para el atraque de los barcos, en el lugar donde se encuentran el camino que sale de Narva hacia el este y el río Sõtke. La primera mención de Sillamäe de la que se tiene constancia data del año 1502, cuando esta pertenecía a la orden de Livonia.
La población alcanzó cierta importancia por estar enclavada en la ruta comercial de Narva, que era antes de la fundación de San Petersburgo un importante núcleo comercial, y actuar como lugar de refugio en esta ruta.
En el siglo XVIII se construyeron un molino y un puente a través del río.
Durante el siglo XIX Sillamäe se convirtió en un centro turístico, que se hizo  famoso por su entorno natural y ambiente tranquilo, la población atraía a numerosos intelectuales y científicos de San Petersburgo y de toda Rusia que buscaban un lugar de descanso para sus vacaciones estivales. La afluencia de visitantes transformó el municipio tanto urbanísticamente, con la construcción de residencias de verano, que en 1928 suponían el 80% de las viviendas de Sillamäe, como económicamente, dado el aumento de ingresos por parte de este sector. 
La localidad fue visitada por personajes ilustres tales como Chaikovski, que visitó Sillamäe en 1869. O Iván Pávlov, el famoso fisiólogo ruso, que durante 25 años desde 1891 eligió este lugar para descansar. 
El declive de Sillamäe como centro turístico se debe a múltiples factores, entre ellos la competencia ejercida por la ciudad vecina de Narva-Jõesuu, que se convirtió en el lugar preferido por la aristocracia para el descanso estival, y sobre todo por la destrucción sufrida por la localidad en la Primera Guerra Mundial, ya que se estableció en la zona la línea de defensa de las tropas rusas. En 1919 durante la guerra de independencia de Estonia se produjo en la costa de Sillamäe un desembarco estonio-finlandés, que desempeñó un importante papel en el derrocamiento de las autoridades comunistas de Narva.
Después de la guerra se reconstruyó la ciudad y el turismo experimento un nuevo auge, pero el comienzo de la industrialización de la zona acabó definitivamente con la fama del municipio como centro de descanso estival.
Desde 1928 Sillamäe comenzó a transformarse, pasando de ser una ciudad turística a convertirse en una ciudad industrial. 1928 fue el año en que gracias al capital de una compañía sueca se inauguró una planta de tratamiento de pizarra, se levantó además una central eléctrica y para favorecer las exportaciones se construyó un puerto en 1936. 
La Segunda Guerra Mundial, también produjo efectos desastrosos sobre la ciudad, siendo destruida la industria y el puerto. Entre enero y septiembre se produjo en la zona la llamada campaña de Narva donde se enfrentaron el ejército rojo y la división Nordland de la Waffen SS, se realizó un desembarco soviético cerca de la ciudad que fue rechazado y  donde perecieron gran parte de los soldados aliados. Durante el verano del mismo año se produjo cerca de la ciudad la batalla de Sinimäe. 
El fin de la guerra y la ocupación soviética provocó en Sillamäe una transformación radical debido al descubrimiento en la zona de uranio, la ciudad se convierte en un importante centro industrial destinado a la producción de material de guerra para la Unión Soviética, y fue junto con Paldiski una de las dos ciudades cerradas que existían en Estonia. 
La Unión Soviética se interesó por este lugar debido al descubrimiento de uranio en su suelo en 1944, por esto se abrió una mina para su extracción y en 1946 se inició la construcción de una fábrica para la producción de combustible nuclear, sobre los cimientos de la antigua fábrica de pizarra, para la que se emplearon como mano de obra a prisioneros y soldados 
Como consecuencia de convertirse en ciudad cerrada, el acceso a la Sillamäe fue controlado, todo lo que sucedía en su interior era considerado secreto. Sillamäe desapareció de los mapas oficiales, los pocos habitantes que quedaron en la ciudad después de la guerra fueron traslados y toda la actividad industrial era catalogada como secreto militar. 
Se cree que la primera bomba atómica soviética se creó con el uranio extraído de Sillamäe, aunque este dato no ha sido confirmado oficialmente.
Demográficamente la zona experimentó un aumento notable de población proveniente del resto de repúblicas de la Unión Soviética, fundamentalmente de Rusia, ya que se requirió mano de obra cualificada para la industria. Esto unido a la rala población de la zona por estonios después de la guerra, dio como resultado que estos se convirtieran en minoría en la ciudad.
En 1950 se decretó el acceso al estatus de ciudad por parte de Sillamäe, subordinándola a Narva,  dependencia de la que se desharía en 1957 debido a su rápido desarrollo industrial y poblacional. 
Durante los últimos años de la URSS Sillamäe se encontró en una situación de ventaja con respecto a otras ciudades soviéticas, ya que los suministros, que escaseaban en el resto del país, no faltaban aquí por tratarse de una ciudad con un alto interés para Moscú. 
La arquitectura actual de Sillamäe data de 1950, año en que se comenzó la construcción de la nueva ciudad a partir del desarrollo de proyectos estatales que confirieron a la ciudad una naturaleza de estilo soviético, que le valió el premio arquitectónico del consejo ministerial. 
Sillamäe es desde 1998 Miembro de la Unión de ciudades bálticas.

## Demografía
La población total de Sillamäe en 2006 es de 16.567 habitantes.
Según los datos de 1989, habitaban en Sillamäe 619 personas de origen estonio, lo que representaba el 25 ‰. Tras la independencia la población rusófona ha disminuido, aunque sigue siendo mayoría constituyendo más del 85% de los habitantes.
- Evolución de la población

| Evolución de la población del municipio de Sillamäe | Evolución de la población del municipio de Sillamäe | Evolución de la población del municipio de Sillamäe | Evolución de la población del municipio de Sillamäe | Evolución de la población del municipio de Sillamäe | Evolución de la población del municipio de Sillamäe |
| Año                                                 | 1940                                                | 1965                                                | 1994                                                | 2004                                                | 2006                                                |
| --------------------------------------------------- | --------------------------------------------------- | --------------------------------------------------- | --------------------------------------------------- | --------------------------------------------------- | --------------------------------------------------- |
| Población                                           | 2.642                                               | 9.838                                               | 20.104                                              | 16.806                                              | 16.567                                              |
- Grupos étnicos

| Distribución étnica de Sillemäe | Distribución étnica de Sillemäe |
| Etnia                           | Porc.%                          |
| ------------------------------- | ------------------------------- |
| Rusos                           | 85,0%                           |
| Estonios                        | 4,2%                            |
| Ucranianos                      | 3,0%                            |
| Bielorrusos                     | 2,8%                            |
| Finlandeses                     | 1,0%                            |
| otros                           | 3,2%                            |

## Economía

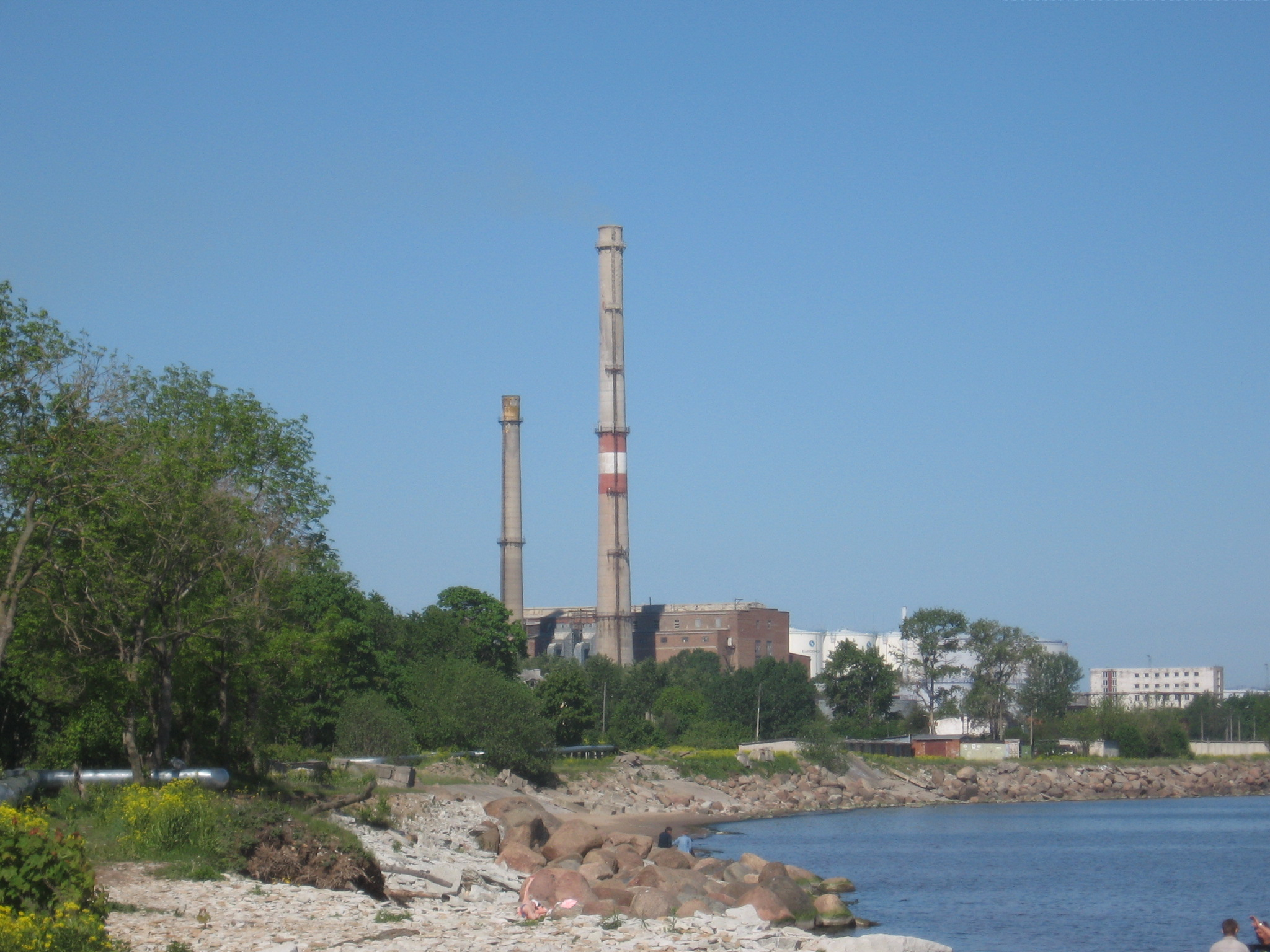
Estación hidroeléctrica de Sillemäe.

Con la apertura al sistema capitalista se han establecido en Sillamäe, un puerto y una zona de libre cambio, junto con otros proyectos. 
- Puerto

Sillamäe carecía de un puerto desde la destrucción del que poseía antes de la Segunda Guerra Mundial. Desde 2005 la ciudad cuenta con un nuevo puerto, en cuya primera etapa se han invertido aproximadamente un millón coronas estonias (aproximadamente 60 millones de euros). Además se prevé la construcción de dos fases más.
- Zona franca

Debido a la su adecuada ubicación se instaló en Sillamäe una zona franca en 1999, que cubre un área de 600 hectáreas.

### Industria durante el periodo soviético
El procedimiento de enriquecimiento de uranio en la fábrica metalúrgica de Sillamäe comenzó en 1948. Se estima en 22.5 toneladas el uranio obtenido de la arcilla petrolífera de las minas de la zona.
Desde 1950 a 1977, el uranio en forma mineral, más de cuatro millones de toneladas, fue importado desde el centro de Asia y Europa del este, sobre todo de Checoslovaquia y la RDA.
También se procesó en Sillamäe el mineral de uranio de la mina de Bihor en Rumania, administrada por Sovrom, empresa conjunta de la Unión Soviética y Rumania.
El proceso de enriquecimiento de uranio finalizó en 1989, siendo la industria reconvertida, actualmente se encarga del tratamiento de minerales raros.

## Cultura
Sillamäe celebra distintos eventos culturales como los días de la cultura eslava o el festival de Jazz.
La ciudad posee un museo donde se muestra como era la forma de vida de la ciudad en las décadas de los 50 y 60 del siglo XX.
El conjunto arquitectónico de la ciudad, de estilo soviético de los años 40 y 50, es uno de los mejores conservados de Estonia. Entre otros lugares de interés se encuentran la escalinata de estilo clásico que conduce a la playa y el edificio del ayuntamiento, que combina los estilos gótico y soviético.

### Leyenda sobre la fundación
Según la leyenda, la fundación de la población se realizó gracias a la subida que experimentó el nivel del mar, hecho que posibilitó el desembarco de unos piratas en el delta del río, que fundaron una taberna. 
Otra historia da al lugar un origen sagrado, ya que al este de la ciudad se levanta la montaña de Sinimäe o Ebavere, que según la crónica de Henrik de Livonia, fue el lugar de nacimiento de la deidad Taara, que voló desde allí hacia la isla de Saaremaa, creando el cráter de Kaarli. 

## Deporte
La ciudad es sede del equipo de fútbol JK Sillamäe Kalev fundado en 1951, que juega en la primera división estonia la Meistriliiga.
El campo central del equipo es el Sillamäe Kalevi Staadion, que tiene una capacidad para 2.000 personas.

## Medioambiente
Sillamäe afronta un grave problema medioambiental debido a la onerosa herencia de la industria soviética. Una gran cantidad de residuos radiactivos fueron depositados cerca de la ciudad, incluso durante los primeros años de actividad de la industria, estos residuos fueron lanzados directamente al mar Báltico. 
Los depósitos de basura radiactiva, que se calculan en 6.3 millones de toneladas se encuentran a unos quinientos metros al oeste de la fábrica y a 1200 metros de las áreas residenciales de la ciudad, además los depósitos están construidos con arena lo que no evita el escape de contaminación.
Para afrontar este grave peligro medioambiental, que puede afectar al golfo de Finlandia, se inició en el 1998 un costoso proyecto internacional para aislar estos residuos contaminantes.  

## Turismo
A pesar de ser una ciudad industrial Sillamäe encierra algunos tesoros ambientales como las cascadas del río Sõtke enmarcado en un rico entorno natural, los bosques costeros de pinos o los cercanos acantilados de piedra caliza.
Cerca de la ciudad, existen una playa y un balneario en Toila y Narva-Jõesuu respectivamente, que durante el período soviético fueron lugar de veraneo para miembros y líderes del partido comunista. 

## Transporte
Por Sillamäe pasa tanto la carretera como la línea férrea que une Tallin con San Petersburgo. 
Además en 2006 se puso en servicio una línea regular de ferry entre Sillamäe y Kotka, Finlandia.